# Brásidas
Brásidas (en griego antiguo Βρασίδας) (f. 422 a. C.), espartiata, fue un brillante general espartano durante la primera década de la guerra del Peloponeso.
Era hijo de Télide y Argileonis, y ganó sus primeros laureles por su ayuda a Metone, que fue asediada por los atenienses (431 a. C.).

## Biografía
En el primer año de la guerra del Peloponeso había rechazado una incursión en Mesenia y luego había combatido reciamente en Esfacteria, donde, sin embargo, una herida le puso fuera de acción.
Durante los siguientes años parece que fue éforo epónimo, y en 429 a. C. fue enviado como uno de los tres comisionados (o'bu/3ovXoi) para asesorar al almirante Cnemo. 
Como trierarca, se distinguió en el asalto a la posición ateniense en la batalla de Pilos (425 a. C.), durante la cual fue gravemente herido: 

Brásidas obligó a su piloto a encallar el trirreme y se precipitó hacia la pasarela,  pero cuando intentaba desembarcar, fue rechazado por los atenienses y, cubierto de heridas, perdió el conocimiento y, al caer en la parte saliente (parexeiresía) de la nave entre los remeros y la borda, su escudo se le resbaló hasta el mar; sacado a tierra, los atenienses recogieron el escudo y después lo utilizaron para el trofeo que levantaron en recuerdo de este ataque.
Tucídides, Historia de la guerra del Peloponeso IV.2.12

Durante el siguiente año, Brásidas reunió un ejército en Corinto para una campaña en Tracia. 
En el año 424 a. C. asumió la dirección de la guerra. Marchó hacia el istmo de Corinto, frustró un ataque de los atenienses contra Megara y los inmovilizó allí. Inmediatamente después se lanzó rápidamente hacia el norte, a través de Tesalia, a la cabeza de 700 hilotas y 1000 mercenarios peloponesios y macedonios, hasta la península Calcídica (muy valiosa para los atenienses), para unirse al rey Pérdicas II de Macedonia.
Brásidas se negó a ser una herramienta para las ambiciones de Pérdicas, y se puso a trabajar para la consecución de su principal objetivo. En parte por la rapidez y la audacia de sus movimientos, y en parte por su encanto personal y la moderación de sus exigencias, tuvo éxito durante el curso del invierno contra las importantes ciudades de Acanto, Estagira, Anfípolis y Torone y varias poblaciones menores.
Los atenienses no se percataron enseguida del peligro. Intentaron invadir Beocia, pero fueron totalmente derrotados por los tebanos en Delio, en la costa que está frente a Eubea, y renunciaron a toda tentativa de convertirse en una potencia territorial.

Entonces se enteraron de lo que estaba ocurriendo en la Calcídica. Brásidas, mediante su tacto y su diplomacia, además de la ayuda que le prestaba Pérdicas de Macedonia, persuadió a una ciudad tras otra a que se rebelaran. Finalmente, él mismo avanzó hacia Anfípolis. 
Anfípolis había sido fundada por Atenas solo trece años antes. El historiador Tucídides estaba a cargo de la defensa de Anfípolis, pero no se hallaba allí en ese momento. Regresó rápidamente tan pronto como tuvo noticia del asedio, pero no llegó a tiempo.

El espartano Brásidas decidió ponerse en marcha durante la noche para asediar Anfípolis. (4, 103, 1). No era la primera vez que Brásidas buscaba la noche para el ataque, pues junto a Cnemo utilizó esta táctica para llegar a Salamina y más tarde lo repitió en Argilos.
Anfípolis se rindió rápidamente al ofrecerle Brásidas unos términos de rendición sumamente generosos. Brásidas había llegado a Anfípolis sin que nadie le hiciera frente, y los refuerzos atenienses estaban lejos.
No se podía culpar a Tucídides de la habilidad de Brásidas como negociador, pero los enfurecidos atenienses necesitaban un chivo expiatorio y Tucídides fue exiliado. (Y debemos dar gracias por ello, ya que de otro modo no dispondríamos de su Historia de la guerra del Peloponeso).

Ahora era Atenas la que estaba deseosa de paz y logró obtener una tregua de un año. Pero Brásidas desempeñó el papel de un Cleón espartano. Pensó que la guerra debía continuar hasta completar la victoria espartana. Así, siguió con las operaciones para exasperación de los atenienses, y la tregua fracasó.
 
Los atenienses recurrieron a Cleón. Había sido el gran general que había tomado Esfacteria y capturado 120 espartanos. ¿No podría hacer algo contra Brásidas?

En 422 a. C., Cleón se vio obligado a mandar un ejército al norte. Logró algunos éxitos e intentó atacar Anfípolis. Brásidas mostró una estrategia militar superior que puso claramente de manifiesto, superó a Cleón y obtuvo una victoria. En la batalla de Anfípolis, Brásidas cayó en el combate, pero también Cleón recibió la muerte. Así murieron los caudillos belicosos de ambos bandos y, finalmente, quedaba expedito el camino para la paz, que fructificó en la llamada Paz de Nicias en 421 a. C..
Brásidas recibió el excepcional honor de ser enterrado en el interior de los muros de Anfípolis, y su tumba acogía sacrificios anuales como los de un héroe.
Tucídides alabó la elocuencia de Brásidas, facultad inusual en los lacónicos  (espartanos o lacedemonios).

Platón lo comparó con el legendario guerrero Aquiles.